# Snårträsket
Snårträsket är en sjö i Kalix kommun i Norrbotten och ingår i Kalixälvens huvudavrinningsområde. Sjön har en area på 0,0651 kvadratkilometer och ligger 50 meter över havet.

## Delavrinningsområde
Snårträsket ingår i det delavrinningsområde (733058-182695) som SMHI kallar för Utloppet av Krokträsket. Medelhöjden är 49 meter över havet och ytan är 2,72 kvadratkilometer. Det finns inga avrinningsområden uppströms utan avrinningsområdet är högsta punkten. Vattendraget som avvattnar avrinningsområdet har biflödesordning 3, vilket innebär att vattnet flödar genom totalt 3 vattendrag innan det når havet efter 20 kilometer. Avrinningsområdet består mestadels av skog (68 procent). Avrinningsområdet har 0,66 kvadratkilometer vattenytor vilket ger det en sjöprocent på 24,3 procent.